# Пришибська волость
Пришибська волость — адміністративно-територіальна одиниця Мелітопольського повіту Таврійської губернії.
Станом на 1886 рік складалася з 26 поселень, 27 сільських громад. Населення — 18788 осіб (9624 чоловічої статі та 9164 — жіночої), 1430 дворових господарств.
|                     | Площа, десятин | У тому числі орної, дес. |
| ------------------- | -------------- | ------------------------ |
| Сільських громад    | 63028          | 39152                    |
| Приватної власності | 3600           | 900                      |
| Іншої власності     | 6915           | 6592                     |
| Загалом             | 73543          | 46644                    |

Поселення волості:
- Пришиб (Молочна, Гофенталь) — колонія німців при річці Молочна за 48 верст від повітового міста, 1672 особи, 148 дворів, 3 школи, земська станція, оцтовий завод, цегельний завод, пивоварний завод, 13 колісних заводів, 3 трактири, 3 ярмарки: 23 квітня, 11 червня, 23 вересня.
- Олександргейм — колонія німців, 559 осіб, 39 дворів, школа, цегельний завод, черепичний завод.
- Альтмонталь — колонія німців при річці Куркулак, 485 осіб, 42 двори, школа, цегельний завод.
- Альтнасау — колонія німців при річці Молочна, 865 осіб, 72 двори, школа, лавка, 10 колісних заводів.
- Андебург — колонія німців при яру Попова балка, 347 осіб, 31 двір, школа, 2 колісних заводи.
- Блюменталь — колонія німців, 1141 особа, 77 дворів, школа, 5 колісних заводів.
- Вальдорф — колонія німців при річці Куркулак, 378 осіб, 38 дворів, школа.
- Вассерау — колонія німців, 531 особа, 36 дворів, 3 колісних заводи.
- Вейнау — колонія німців при річці Молочна, 686 осіб, 51 двір, школа.
- Гейзенберг — колонія німців при яру Попова балка, 1718 осіб, 130 дворів, римо-католицька церква, школа, 2 лавка, 6 колісних заводів, 2 ярмарки: 15 травня та 22 вересня.
- Гохгейм — колонія німців, 632 особи, 48 дворів, школа.
- Гохштадт — колонія німців, 856 осіб, 60 дворів, лютеранська церква, школа, 2 лавки, цегельний завод, трактир.
- Гринталь — колонія німців при яру Попова балка, 361 особа, 25 дворів, школа, цегельний і черепичний завод, Колесник завод.
- Дурлах — колонія німців при річці Молочна, 300 осіб, 19 дворів, школа, колісний завод.
- Карлсру — колонія німців, 811 осіб, 52 двори, школа, цегельний завод, 3 ковбасних заводи.
- Костгейм — колонія німців, 858 осіб, 48 дворів, школа, лавка, 3 колісних заводи.
- Кронефельд — колонія німців, 655 осіб, 50 дворів, школа, лавка, цегельний завод, 6 колісних заводів.
- Лейтерсгаузен — колонія німців, 891 особа, 61 двір, школа, лавка, 2 колісних заводи.
- Маріагайм — колонія німців, 278 особа, 33 двори, школа.
- Неймонталь — колонія німців, 460 осіб, 38 дворів, школа.
- Неймассау — колонія німців, 645 осіб, 41 двір, школа.
- Миколайфельд — колонія німців, 355 осіб, 35 дворів, школа.
- Рейхенфельд — колонія німців, 817 осіб, 68 дворів, школа, аптека, цегельний і черепичний завод, 10 колісних заводів.
- Розенталь — колонія німців, 733 особи, 52 двори, школа.
- Тифенбрун — колонія німців при річці Куркулак, 670 осіб, 43 двори, школа, цегельний і черепичний завод, колісний завод.
- Фрідрихсфельд — колонія німців, 1275 осіб, 93 двори, школа, цегельний і черепичний завод.